# Srok Tuek Chhou
Srok Tuek Chhou är ett distrikt i Kambodja.   Det ligger i provinsen Kampot, i den södra delen av landet, 130 km sydväst om huvudstaden Phnom Penh. Antalet invånare är 89 779.